# Clara Chávez
Clara Chávez Chora (Santiago Juxtlahuaca, 18 de agosto de 1932) es una política mexicana, reconocida por ser la primera mujer en ocupar la presidencia de un municipio en México.

## Biografía
Clara fue huérfana desde niña y vivió al cuidado de sus padrinos, cursó la educación básica hasta tercer año de primaria. Desde joven se interesó en la política, ya que su padrino, militaba y atendía actividades del Partido Revolucionario Institucional. 
En 1962 fue elegida regidora en el cabildo de Juxtlahuaca, atendía las actividades de la presidencia municipal, cuando Gregorio Velasco se ausentaba y cuando él decidió irse a la campaña para ser diputado fue asesinado. El primer regidor no quiso el cargo y, después de una votación entre regidores, ella asumió la presidencia.
Fue presidenta interina durante cuatro meses.